# Abovská pahorkatina
Abovská pahorkatina je podcelek Bodviánské pahorkatiny mezi údolím řeky Bodva a státní hranicí s Maďarskem. Tvoří jižní hranici Košické kotliny. Její průměrná výška je cca 190 m n. m. Základ abovské pahorkatiny tvoří říční a jezerní sedimenty z období pliocénů, místy překryty spraše z období čtvrtohor. V současnosti je její plocha tvořena převážně obdělávanou půdou a travnatými porosty.

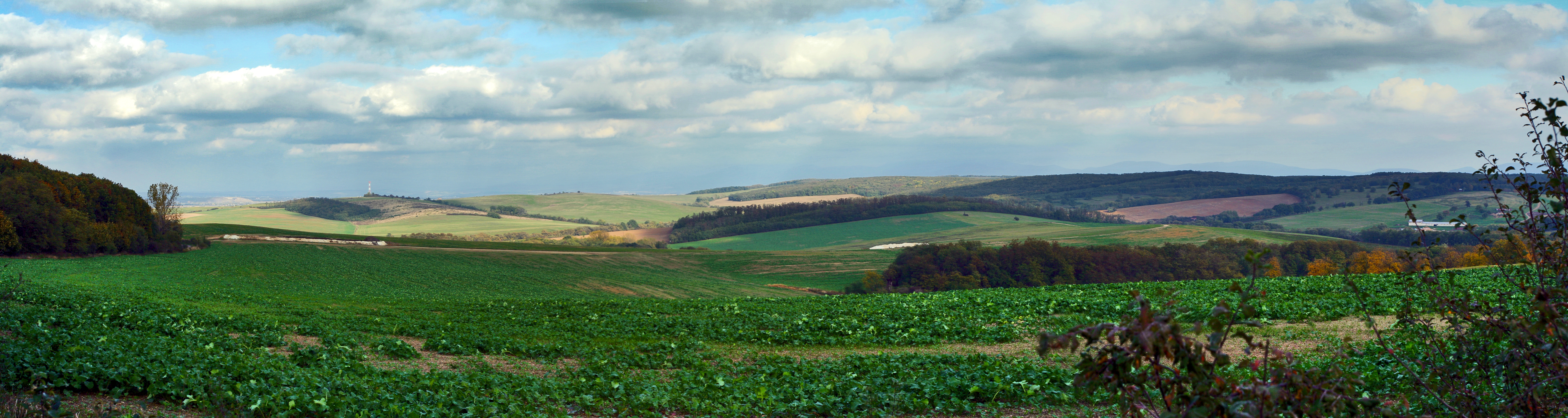